# Nationalpark Cotopaxi

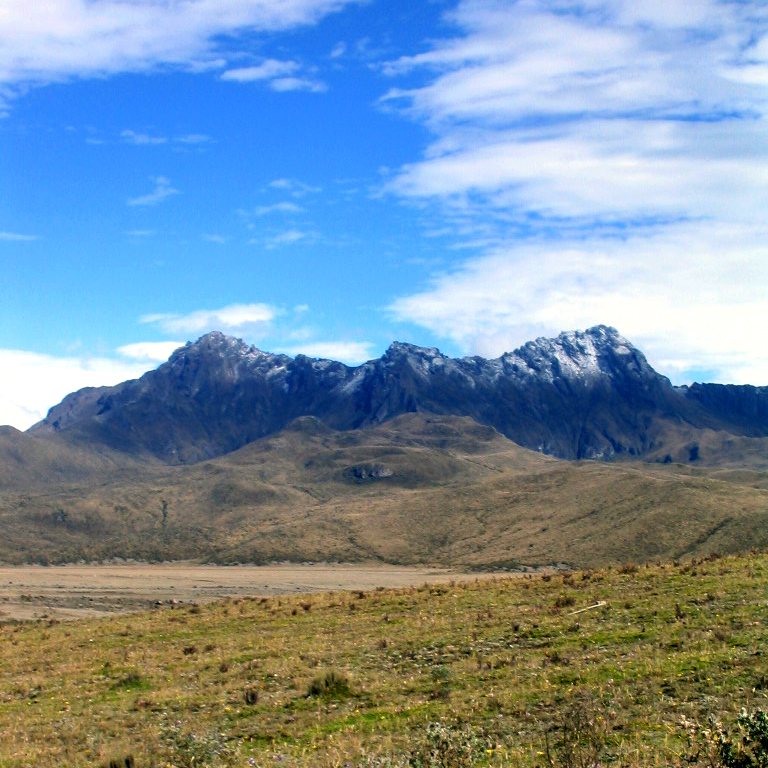
Vulkan Rumiñahui

Der Nationalpark Cotopaxi (spanisch Parque Nacional Cotopaxi) wurde am 11. August 1975 in Ecuador als Nationalpark ausgewiesen.

## Lage
Der Nationalpark liegt am Vulkan Cotopaxi, dem zweithöchsten Berg Ecuadors, der auch die Hauptattraktion des Parks ist, und ca. 40 km südlich von Quito. Der Park befindet sich in der Provinz Cotopaxi und teilweise in Napo und Pichincha. Der Nationalpark Cotopaxi ist 322,72 km² groß und liegt zwischen 3399 m und 5897 m über dem Meeresspiegel, wobei der höchste Punkt der Gipfel des Cotopaxi ist. Zu den Flüssen, die ihr Quellgebiet im Nationalpark haben, gehören der Río Cutuchi, der Río San Pedro und dessen Nebenfluss Río Pita sowie Río Tamboyacu und Río Tambo. Die zwei zuletzt genannten sind Zuflüsse des Río Verdeyacu.

## Ökologie
Die landschaftlich schöne Ebene rund um den Cotopaxi gehört ebenfalls zum Park. Hier vorkommende Tiere sind Puma, Andenkondor, Lama, Wildpferd und weitere Wildtiere.
Weitere Attraktionen sind der Vulkan Rumiñahui, die Limpiopungo-Lagune, die Ruinen der ehemaligen Inka-Festung Pucará und der von Túpac Yupanqui im 15. Jahrhundert erbaute Inka-Palast am Fuß des Cotopaxi, der im 17. Jahrhundert von Mitgliedern eines katholischen Augustinerordens in ein Kloster umgebaut worden ist. Zurzeit ist es ein Hotel, die Hazienda San Agustin de Callo.